# Campionati europei di winter triathlon del 1999
I Campionati europei di winter triathlon del 1999 (II edizione) si sono tenuti a Malles in Italia.
Tra gli uomini ha vinto per la seconda volta consecutiva l'italiano Paolo Riva. Tra le donne ha trionfato l'olandese Marianne Vlasveld..

## Risultati

### Élite uomini
| Pos. | Atleta                | Paese   | Totale  |
| ---- | --------------------- | ------- | ------- |
|      | Paolo Riva            | Italia  | 1:46:09 |
|      | Juan Carlos Apilluelo | Spagna  | 1:47:59 |
|      | Nicolas Lebrun        | Francia | 1:48:29 |

### Élite donne
| Pos. | Atleta            | Paese       | Totale   |
| ---- | ----------------- | ----------- | -------- |
|      | Marianne Vlasveld | Paesi Bassi | 02:07:44 |
|      | Gabi Pauli        | Germania    | 02:09:30 |
|      | Karin Möbes       | Svizzera    | 02:12:02 |